# آرالیای دروغین
آرالیای دروغین (نام علمی: DIZYGOTHECA ELEGANTISSIMA) در راسته کرفس سانان قرار دارد. آرالیای دروغین درختی خرد با برگ‌های نازک به رنگ قرمز مسی و سبز تیره با لبه‌های دندانه دار که می‌تواند به شش تا هفت متر درازا برسد.
اندازه معمولی آن ۱۲۰ تا ۱۶۰ سانتی‌متر می‌باشد. برگ‌های نخلی شکل (بادبزن) آن ۷ تا ۱۰ برگچه طویل بسیار زیبا که تا ۱۰ سانتیمتر درازا و ۴ سانتیمتر پهنا دارد تشکیل یافته و کناره‌های آن دندانه دار می‌باشد. برگها در ابتدا به رنگ قرمز مسی ولی به تدریج رنگ سبز تیره‌ای بخود می‌گیرند. اندازه این گیاه هنگام بزرگی به ۶ متر یا بیشتر می‌رسد و شکل آن کاملاً تغییر کرده و برگ‌های پائینی گیاه رفته رفته می‌ریزند برگ‌ها بزرگ شده و طول آنها به ۳۰ و عرض آنها به ۸–۷ سانتیمتر می‌رسد.

## مشخصات علمی
نام این گیاه آرالیای دروغی با نام علمی DIZYGOTHECA ELEGANTISSIMA و نام انگلیسی FALSE ARALIA میباشد.
گیاه آرالیای دروغی عضوی از گروه خانواده عشقه به انگلیسی ARALIACEAE و بومی منطقه کالدونیای جدید میباشد.
از نام های رایج و دیگر این گیاه میشود به ديزيگتكا,آرالیای زیبا،Finer plant،Schefflera elegantissima اشاره کرد.

## شرایط نگهداری
نور مورد نیاز: این گیاه باید در مقابل نور غیر مستقیم خورشید قرار بگیرد.
آب مورد نیاز: این گیاه باید به طور منظم و هفته ای 2 بار آبیاری شود.
از خشک شدن کامل خاک جلوگیری کنید.
البته رطوبت زیاد هم میتواند این گیاه را نابود کند.
پس بهتر است رطوبت محیط را با اسپری کردن حفظ کنیم.
خاک مورد نیاز: بهتر است که از خاک باغچه و کمی خاک برگ استفاده شود.
بهتر است این گیاه هر ماه با کود مایع تغذیه شود.
دما مورد نیاز: این گیاه باید در دمای 18 الی 20 درجه سانتی گراد نگهداری شود.